# فرقة بانزر 17 (الفيرماخت)
فرقة بانزر 17 (بالألمانية: 17. Panzer-Division) فرقة بانزر ) شكلها الفيرماخت في الحرب العالمية الثانية. تم تشكيلها في نوفمبر 1940 من فرقة المشاة السابعة والعشرين. شاركت في عملية بربروسا، غزو الاتحاد السوفياتي في يونيو 1941، وفي شتاء 1941-1942 شارك في معركة موسكو. في نوفمبر 1942، تم إرسال الفرقة إلى القطاع الجنوبي للجبهة الشرقية حيث شاركت في عملية العاصفة الشتوية، المحاولة الفاشلة لتخفيف عن القوات المحاصرة في ستالينجراد. تم الاحتفاظ بالفرقة في الاحتياطي خلال معركة كورسك في عام 1943، ثم تراجعت بعد ذلك عبر أوكرانيا وبولندا، قبل إنهاء الحرب في تشيكوسلوفاكيا.

## التاريخ العملياتي

### تشكيل
تم تشكيل فرقة المشاة 27 في أكتوبر 1936 في أوغسبورغ، بافاريا. تم تعبئة الفرقة في 26 أغسطس 1939 وشارك في غزو بولندا ومعركة فرنسا. في عام 1943، تم نشر كتاب دعاية نازية حول إجراءات الفرقة في فرنسا 1940، بعنوان Über Somme ، Seine ، Loire (بالإنجليزية: Across the Somme ،the Seine ، the Loire ). 
تم تشكيل فرقة بانزر 17 في أواخر عام 1940، عندما تم تحويل فرقة المشاة السابعة والعشرين  إلى فرقة مدرعة. جزئياً، قدمت فرقة بانزر الثانية موظفين للفرقة الجديدة. جاءت غالبية قواتها من منطقة شفابن البافارية، ثم غاو شوابيا النازي

### 1941
في مايو 1941، تم نقل الفرقة إلى القطاع المركزي للهجوم المخطط على الاتحاد السوفيتي، عملية بارباروسا، وأصبح جزءًا من فيلق بانزر السابع والاربعون، الذي كان بدوره جزءًا من الجيش الثاني بانزر، بقيادة هاينز جودريان.  أصيب قائد الفرقة، هانز يورغن فون أرنيم، في الأيام القليلة الأولى من الحملة، في 24 يونيو لكنه عاد لاحقًا إلى وحدته. أصيب بديله المؤقت، كارل ريتر فون ويبر، بجروح قاتلة جنوب سمولينسك في 17 يوليو، مما جعل فيلهلم ريتر فون ثوما مسؤولًا حتى عودة فون أرنيم. 

## منطقة العمليات
| منطقة                           | بداية       | إنهاء       |
| ألمانيا                         | نوفمبر 1940 | يونيو 1941  |
| الجبهة الشرقية - القطاع المركزي | يونيو 1941  | نوفمبر 1942 |
| الجبهة الشرقية - القطاع الجنوبي | نوفمبر 1942 | مارس 1944   |
| الجبهة الشرقية - القطاع المركزي | مارس 1944   | أغسطس 1944  |
| بولندا                          | أغسطس 1944  | مارس 1945   |
| ألمانيا الشرقية                 | مارس 1945   | مايو 1945   |

### قائمة المراجع
- Mitcham، Samuel W. (2000). The Panzer Legions. United States: Stackpole Books. ISBN:978-0-8117-3353-3.  Mitcham، Samuel W. (2000). The Panzer Legions. United States: Stackpole Books. ISBN:978-0-8117-3353-3.  Mitcham، Samuel W. (2000). The Panzer Legions. United States: Stackpole Books. ISBN:978-0-8117-3353-3.
- Burkhard Müller-Hillebrand (1969). Das Heer 1933-1945. Entwicklung des organisatorischen Aufbaues (بالألمانية). Frankfurt am Main: Mittler. Vol. Vol. III: Der Zweifrontenkrieg. Das Heer vom Beginn des Feldzuges gegen die Sowjetunion bis zum Kriegsende. p. 286. {{استشهاد بكتاب}}: |المجلد= يحوي نصًّا زائدًا (help)
- Stoves، Rolf (1986). Die Gepanzerten und Motorisierten Deutschen Grossverbände 1935 – 1945. باد ناوهايم: Podzun-Pallas Verlag. ISBN:3-7909-0279-9.  Stoves، Rolf (1986). Die Gepanzerten und Motorisierten Deutschen Grossverbände 1935 – 1945. باد ناوهايم: Podzun-Pallas Verlag. ISBN:3-7909-0279-9.  Stoves، Rolf (1986). Die Gepanzerten und Motorisierten Deutschen Grossverbände 1935 – 1945. باد ناوهايم: Podzun-Pallas Verlag. ISBN:3-7909-0279-9.
- Georg Tessin (1970). Verbände und Truppen der deutschen Wehrmacht und Waffen-SS im Zweiten Weltkrieg, 1939 - 1945 (بالألمانية). Frankfurt am Main: Mittler. Vol. Vol. IV: Die Landstreitkräfte 15 -30. {{استشهاد بكتاب}}: |المجلد= يحوي نصًّا زائدًا (help)